# Калуський район (1940—2020)
Ка́луський райо́н — колишній район України у північній частині Івано-Франківської області, у зоні Передкарпатського передгір'я. Населення на 1 серпня 2013 року становило 60 339 осіб. Площа району 647 км².

## Географія

### Розташування
Межує Калуський район з Галицьким і Тисменицьким на сході, з Долинським на заході, з Богородчанським та Рожнятівським на півдні та на південному заході. З Рогатинським районом нашої області з Жидачівським Львівської області на півночі і північному заході. Центром району є Калуш, місто обласного значення. Територія Калуського району становить 64,7 тис. га, м. Калуша — 6,5 тис. га. Населення району — 61,7 тис. осіб, міста — 67,4 тис. осіб.

### Гідрологія
На півночі Калуський район омивають води Дністра, на сході та заході плеса річок Луква і Болохівка. Головна водна артерія регіону — річка Лімниця, яка визнана найчистішою у Європі. Вона забезпечує потреби міста у питній воді.
Центр району — Калуш, місто обласного підпорядкування. Розкинулося воно на берегах річки Сівки — притоки Дністра.

### Корисні копалини
Надра району багаті на калійні руди, торф, газ, поклади цегельно-черепичної сировини. Провідна галузь сільського господарства — м'ясо-молочне тваринництво — завдяки відкриттю ТзОВ «Даноша» — української сільськогосподарської компанії, яка належить данським інвесторам та була створена в червні 2004 року в с. Копанки.

## Історія
Утворено 17 січня 1940 року з ґмін Підмихайля і Голинь Калуського повіту та міста Калуш, 18 сіл набули статусу сільрад: Бережниця, Вістова, Добрівляни, Довга Калуська, Котятичі-Голинь, Кадобна, Кропивник, Мислів, Підгірки, Хотінь, Підмихайле, Пійло, Ріп'янка, Сівка-Калуська, Уґартсталь, Студінка, Тужилів, Яворівка.
Указом Президії Верховної Ради УРСР 23 жовтня 1940 р. до Калуського району передана Бабин-Зарічна сільська рада з Войнилівського району, а Кадобницька сільська рада передана з Калуського району до Долинського району.
Двадцять років тривав опір підпілля ОУН комуністичній владі. Збереглися справи на репресування 1241 особи, ще 164 загинули (23 — під час слідства, 71 — в ув'язненні, 19 — розстріляно, 51 — знищено на початку війни). Найчастішими були вироки каторжних робіт: на 20 років — 14 осіб, на 15 років — 58 осіб; ув'язнення: на 25 років — 396 осіб, на 20 років — 8 осіб, на 15 років — 18 осіб, на 10 років — 602 особи. 14 квітня 1960 р. загинув уродженець с. Середнє останній керівник боївки ОУН Пасічний Петро — вояк УПА, член Подільського окружного проводу ОУН.
За даними облуправління МГБ у 1949 р. в Калуському районі підпілля ОУН найактивнішим було в селах Бережниця, Добровляни і Довге-Калуське.
Указом Президії Верховної Ради УРСР 21 лютого 1950 року села Мостище, Середній Бабин і Копанки передані з Войнилівського району до Калуського.
На 22.01.1955 в районі залишилось 16 сільрад.
У 1959 р. до Калуського району приєднано північну половину ліквідованого Перегінського району.
У 1962 році до складу району включений Войнилівський район. У 1972 році місту Калуш надане обласне підпорядкування і виведено зі складу району разом із підпорядкованими міській раді селами Хотінь і Підгірки, а підпорядковане міській раді село Мостище виведено з підпорядкування і включене до Копанківської сільської ради.
До найдавніших поселень Калуського району за твердженнями окремих осіб відносяться села Станькова (1158 р.), Завій (XIII ст.), хоча чомусь перші письмові згадки про Станькову і Завій з'являються тільки у XVII ст. на тлі згадування більшості сіл району в першому ж масиві писемних документів (книги галицьких судів XV ст.).
Вихідцем із с. Старий Угринів є провідник ОУН, борець за незалежність України Степан Бандера (1909—1959 рр.). У Калуші народились: заслужений артист України І.Рубчак (1874—1952 рр.) та український письменник М.Козоріс (1882—1937 рр.).

## Адміністративний устрій
Адміністративно-територіально район поділяється на 1 селишну раду та 27 сільських рад, які об'єднують 54 населені пункти і підпорядковані Калуській районній раді. Адміністративний центр — місто Калуш, яке є містом обласного значення та не входить до складу району.

## Населення
Розподіл населення за віком та статтю (2001):
| Стать | Всього | До 15 років | 15-24 | 25-44 | 45-64 | 65-85 | Понад 85 |
| --- | ------ | ----------- | ----- | ----- | ----- | ----- | -------- |
| Чоловіки | 30 086 | 6513        | 4397  | 9441  | 6164  | 3434  | 137      |
| Жінки | 32 795 | 6175        | 4133  | 8552  | 6984  | 6467  | 484      |
| \| Статево-вікова піраміда \| Статево-вікова піраміда \| Статево-вікова піраміда \| \| ----------------------- \| ----------------------- \| ----------------------- \| \| Чоловіки \| Вік \| Жінки \| \| 137 \| 85 + \| 484 \| \| 213 \| 80-84 \| 635 \| \| 524 \| 75-79 \| 1410 \| \| 1215 \| 70-74 \| 2094 \| \| 1482 \| 65-69 \| 2328 \| \| 1509 \| 60-64 \| 2036 \| \| 1302 \| 55-59 \| 1441 \| \| 1578 \| 50-54 \| 1749 \| \| 1775 \| 45-49 \| 1758 \| \| 2376 \| 40-44 \| 2226 \| \| 2307 \| 35-39 \| 2040 \| \| 2319 \| 30-34 \| 2149 \| \| 2439 \| 25-29 \| 2137 \| \| 2209 \| 20-24 \| 2049 \| \| 2188 \| 15-20 \| 2084 \| \| 2539 \| 10-14 \| 2414 \| \| 2250 \| 5-9 \| 2128 \| \| 1724 \| 0-4 \| 1633 \| |        |             |       |       |       |       |          |
| Статево-вікова піраміда |        |             |       |       |       |       |          |
| Чоловіки | Вік    | Жінки       |       |       |       |       |          |
| 137 | 85 +   | 484         |       |       |       |       |          |
| 213 | 80-84  | 635         |       |       |       |       |          |
| 524 | 75-79  | 1410        |       |       |       |       |          |
| 1215 | 70-74  | 2094        |       |       |       |       |          |
| 1482 | 65-69  | 2328        |       |       |       |       |          |
| 1509 | 60-64  | 2036        |       |       |       |       |          |
| 1302 | 55-59  | 1441        |       |       |       |       |          |
| 1578 | 50-54  | 1749        |       |       |       |       |          |
| 1775 | 45-49  | 1758        |       |       |       |       |          |
| 2376 | 40-44  | 2226        |       |       |       |       |          |
| 2307 | 35-39  | 2040        |       |       |       |       |          |
| 2319 | 30-34  | 2149        |       |       |       |       |          |
| 2439 | 25-29  | 2137        |       |       |       |       |          |
| 2209 | 20-24  | 2049        |       |       |       |       |          |
| 2188 | 15-20  | 2084        |       |       |       |       |          |
| 2539 | 10-14  | 2414        |       |       |       |       |          |
| 2250 | 5-9    | 2128        |       |       |       |       |          |
| 1724 | 0-4    | 1633        |       |       |       |       |          |

Національний склад населення за даними перепису 2001 року:
| Національність | Кількість осіб | Відсоток |
| -------------- | -------------- | -------- |
| українці       | 62622          | 99,58 %  |
| росіяни        | 199            | 0,32 %   |
| білоруси       | 18             | 0,03 %   |
| інші           | 44             | 0,07 %   |

Мовний склад населення за даними перепису 2001 року:
| Мова       | Кількість осіб | Відсоток |
| ---------- | -------------- | -------- |
| українська | 62666          | 99,65 %  |
| російська  | 186            | 0,30 %   |
| білоруська | 11             | 0,02 %   |
| інші       | 20             | 0,03 %   |

## Політика
На Виборах депутатів Верховної Ради Автономної Республіки Крим, місцевих рад та сільських, селищних, міських голів 31 жовтня 2010 року до Калуської районної ради було обрано 56 депутатів.
| Суб'єкт висування (назва політичної партії, місцева організація якої висунула кандидата, або самовисування) | Кількість обраних депутатів |
| --- | --------------------------- |
| Українська партія                                                                                           | 15                          |
| Політична партія Всеукраїнське об'єднання «Батьківщина»                                                     | 13                          |
| Політична партія «Наша Україна»                                                                             | 10                          |
| Політична партія Всеукраїнське об'єднання «Свобода»                                                         | 6                           |
| Українська Народна Партія                                                                                   | 4                           |
| Політична партія «Фронт Змін»                                                                               | 3                           |
| Політична партія Конгрес Українських Націоналістів                                                          | 2                           |
| Народна партія                                                                                              | 1                           |
| Партія Зелених України                                                                                      | 1                           |
| Партія Регіонів                                                                                             | 1                           |

На першій сесії за поданням Української партії закритим голосуванням головою Калуської районної ради обрано Дзундзу Василя Степановича. Заступниками — Твардовського Сергія Олександровича та Срібняка Михайла Михайловича.

## Освіта
У районі функціонує 39 навчальних закладів (12 загальноосвітніх шкіл І-ІІІ ступенів, 19 — загальноосвітніх шкіл І-ІІ ступенів, 4 — загальноосвітніх шкіл І ступеня, 4 — НВК (школа-дитячий садок)), центр дитячої юнацької творчості, дитяча юнацька спортивна школа. Дошкільним вихованням охоплено 17,5 % загальної кількості дітей.
До базових шкіл в І півріччі 2006 р. організовано підвіз 1011 учнів. З цією метою придбано шкільний автобус, який передано у Войнилівську загальноосвітню школу.
З 01.02.2006 р. проводиться підвіз вчителів в першому півріччі затрачено 52 230 грн. бюджетних коштів. загальноосвітніх шкіл І-ІІІ ступенів.
За високий рівень професіоналізму, творчості, ініціативу та значний внесок у становлення української національної школи, за активну громадську роботу задля національного відродження краю вчителів загальноосвітніх шкіл району вшановують премією ім. Костянтини Малицької.

## Медицина
Лікарень — 1, поліклінік — 1, лікарських амбулаторій — 11, ФАПів — 38

## Фізична культура і спорт
У Калуському районі є відповідна база для занять фізичною культурою та спортом. Кожного року забезпечується належне утримання і використання за призначенням 18 спортивних залів, 9 пристосованих приміщень, 2 стадіони, 40 футбольних полів, 60 спортивних майданчиків. Проводиться робота з благоустрою існуючих споруд, зокрема футбольного поля у селі Тужилів.
Щорічно збільшуються видатки з районного бюджету на фізичну культуру та спорт, що дає можливість утримувати дитячо-юнацькі спортивної школи відділу освіти, поповнювати спортінвентар для загальноосвітніх шкіл, забезпечити проведення районних та участь в обласних спортивних заходах представників району.
З метою поліпшення спортивно-фізкультурної бази району першочерговою необхідністю є будівництво нових футбольних полів у селах Підмихайля, Новиця, Добровляни, Пійло та ремонт стадіонів у Голині та Верхній, виділення та облаштування приміщення під борцівський зал у селах Голинь та Верхня.

## Культура
Мережа установ культури на території Калуського району становить 50 клубних установ,50 бібліотек, історико-меморіальний комплекс імені Степана Бандери та 2 дитячі музичні школи, 23 колективи носять звання «Народний аматорський», з них 4 — «Зразковий аматорський».
Серед 23 Народних аматорських колективів 8 працює у районному Будинку культури: хоровий колектив «Відродження», чоловічий вокальний ансамбль «Західний вітер», жіночий вокальний ансамбль «Зорецвіт», духовий оркестр та капела бандуристів, а також вокально—інструментальний ансамбль «Акцент» і художньо—просвітницький колектив «Первоцвіт».
Відділ культури і туризму райдержадміністрації організовує та проводить урочистості з нагоди державних свят, традиційні фестивалі, конкурси та інші культурно-мистецькі заходи. Участь у обласних, районних, Всеукраїнських та зарубіжних проектах є найкращим показником творчої діяльності районних колективів, майстерності окремих виконавців.
Чи не найпопулярнішими і улюбленими фестивалями та конкурсами, які відбуваються на території району є фестиваль-конкурс дитячої естрадної пісні «Осінні фрески», фестиваль троїстих музик та свято української традиційної кухні, фестиваль гумору та сатири «Калуські фіґлі», фестиваль хореографічних колективів «Травнева веселка», фестиваль хорів духовної музики «Нехай святиться ім'я Твоє», а також конкурс вроди та казкових чар «Роксолана».
Гастрольними поїздками відзначається січень. «Різдвяні вертепи» Народних домів сіл Верхня, Кропивник, Боднарів є постійними учасниками і дипломантами Міжнародного Слов'янського фольклорного фестивалю «Коляда» у м. Рівне. Здобули визнання хореографічні колективи Народних домів сіл Студінка, Новиця та Підмихайля, які є активними учасниками Всеукраїнських, обласних та районних фестивалів та конкурсів.
У липні 2005 року м. Радиволі Запорізької області проходив Міжнародний фестиваль козацької пісні «Повстань козацька славо», де Народний аматорський чоловічий вокальний ансамбль — «Західний вітер» представляв Калуський район.
З концертною програмою у серпні хореографічний колектив «Барви» НД с. Підмихайля виступив у м. Пологи Запорізької області. Квартет саксофоністів дитячої музичної школи с. Підмихайля під керівництвом Христини Мазур представляв Калущину у вересні місяці на Всеукраїнському конкурсі молодих виконавців на духових та ударних інструментах імені Володимира Старченка (м. Рівне). Важливою складовою частиною культурно-просвітницького життя району були і залишаються бібліотеки, історія створення яких бере свій початок з заснуванням товариств «Просвіти». У 1907 році на Калущині вже було створено 47 читалень.
У 1944 році засновано центральну районну бібліотеку при районному Народному домі. Однією з перших завідувала бібліотекою п. Потильчак О. Д. З 1967 р. по 1991 р. очолювала книгозбірню Христина Андріївна Хухра, зараз директор — Світлана Зіновіївна Сокульська. У зв'язку з централізацією мережі масових бібліотек, у 1979 році 59 бібліотек було об'єднано в єдину Калуську централізовану бібліотечну систему. Нині в районі функціонує 50 бібліотек-філій: 1 — центральна масова, 1 — Войнилівська селищна та 48 сільських бібліотек. Загальний фонд становить 392 тисячі примірників, яким щорічно користується 29 тисяч мешканців Калущини. Центральна районна масова бібліотека є головною бібліотекою системи та забезпечує єдине організаційно-методичне керівництво та централізоване комплектування бібліотек системи. Щорічно найбільша бібліотека Калущини обслуговує близько 4 тисяч користувачів і має в своїх книгосховищах 54 тисячі примірників друкованої продукції.

## Пам'ятки
У Калуському районі Івано-Франківської області на обліку перебуває 92 пам'ятки архітектури, з яких 42 — у місті Калуш.

## Виноски
1. ↑  Архівована копія. Архів оригіналу за 14 листопада 2010. Процитовано 9 березня 2011.{{cite web}}:  Обслуговування CS1: Сторінки з текстом «archived copy» як значення параметру title (посилання)
2. ↑  Реабілітовані історією. ІВАНО-ФРАНКІВСЬКА ОБЛАСТЬ. Том 3. Долинський, Калуський і Рожнятівський райони. — Івано-Франківськ: Місто НВ, 2002. — С. 592. — ISBN 966-8090-04-7
3. ↑  Останні самураї УПА: тернопільський слід. ПЕРШИЙ онлайн (укр.). Процитовано 1 квітня 2025.
4. ↑  Реабілітовані історією. ІВАНО-ФРАНКІВСЬКА ОБЛАСТЬ. Книга перша. — Івано-Франківськ: Місто НВ, 2004. — С. 42. — ISBN 966-8090-63-2 (PDF). Архів оригіналу (PDF) за 1 жовтня 2020. Процитовано 4 грудня 2019.
5. ↑  Редько А.Г. (PDF). Архів оригіналу (PDF) за 29 жовтня 2013. Процитовано 19 серпня 2019.
6. ↑  s:Указ Президії ВР УРСР від 11.03.1959 «Про укрупнення деяких районів Станіславської області»
7. ↑  Адміністративно-територіальний устрій Калуського району [Архівовано 21 серпня 2014 у Wayback Machine.] на сайті Верховної Ради України
8. ↑  Розподіл населення за статтю та віком, середній вік населення, Івано-Франківська область (осіб) - Регіон, 5 річні вікові групи, Рік, Категорія населення , Стать. Архів оригіналу за 26 липня 2021.
9. 1 2  Розподіл населення за національністю та рідною мовою, Івано-Франківська область (осіб) - Регіон, Національність, Рік , Вказали у якості рідної мову. Архів оригіналу за 26 липня 2021. Процитовано 15 лютого 2019.